# Joséphine Claire Langlois
Pour les articles homonymes, voir Langlois.
Joséphine Claire Langlois, nom d'épouse de Joséphine Claire Roelly, née le 13 septembre 1841 à Paris et morte le 1er janvier 1927 à Saint-Cloud, est une artiste peintre française.
Elle est connue notamment pour ses portraits.

## Biographie
Joséphine Claire Roelly naît en 1841 dans l'ancien 10e arrondissement de Paris. Son père, chimiste, meurt quand elle a dix-neuf ans. En 1865, alors professeure, elle épouse dans cette même ville Edmond Théodore Langlois, graveur principal au Service géographique de l’Armée. Dès lors, Roelly signera ses œuvres « Madame E. Langlois ».
Élève d'Abel Lucas et Léon Perrault, elle expose au Salon de Paris de 1870 à 1890. Elle y débute avec deux aquarelles de scènes religieuses d’après les grands maîtres de la Renaissance. Dès l’année suivante, elle se spécialise dans les portraits, d'abord au pastel, puis à l'huile à partir de 1878.
Elle est également présente au Salon de l’Union des femmes peintres et sculpteurs.
Son style et ses sujets sont influencés par ceux de son maître Léon Perrault ; comme lui elle peint beaucoup de portraits d’enfants, parfois vêtus à l’italienne ou à la bohémienne.
En 1878, elle habite au 2, rue Jean-Bologne à Paris. Elle meurt en 1927, à son domicile à Saint-Cloud.

## Œuvres dans les collections publiques
- Louviers, musée de Louviers : Contemplation[8]

## Salons
- 1870-1890 : Salon de Paris
- 1884 : Salon d’Amiens, récompensée d’une médaille d’argent
- 1884, 1885 : Salon de l’Union des femmes peintres et sculpteurs
- 1888-1893 : Salon de Rouen